# Laliderer Spitze
Die Laliderer Spitze (oder Lalidererspitze) ist ein 2588 m ü. A. hoher Berg in der Hinterautal-Vomper-Kette im Karwendel in Tirol. Östlich unterhalb des Gipfels steht auf 2495 m ü. A. das im September 1948 errichtete Lalidererspitzen-Biwak, welches auch als Konrad-Schuster-Biwak bekannt ist (Lage).

## Routen zum Gipfel
Der Gipfel ist von Scharnitz (964 m ü. A.) über das Hinterautal entlang der Isar, die Kastenalm (1220 m ü. A.) und das Rossloch als anspruchsvolle Bergtour erreichbar, bekannter ist die Lalidererspitze jedoch für ihre Kletterrouten.
Ein klassischer Anstieg ist die Herzogkante (V-, Erstbegehung durch Otto, Christian und Paula Herzog am 9. August 1911). Durch die 900 m hohe Nordwand der Laliderer Spitze und der benachbarten, steilen Laliderer Wände führen zahlreiche anspruchsvolle Kletterrouten, sie gilt als eine der größten Felswände der Ostalpen. Erstmals wurde sie 1932 von Matthias Auckenthaler und Hans Schmidhuber auf dem heute klassischen Auckenthaler-Weg (VI-) begangen.

## Lage
| \| \| |
|       |

Lage der Laliderer Spitze im Karwendel (links)
und in den Alpen (rechts).